# 西夷
西夷，在商朝時的外族之一，與東夷相對，至周朝時改稱西戎。

## 概論
西夷是指居住在西方的夷人。在商朝時，有西夷、北狄與東夷的區分。
周人居住在西夷之中，當時西夷中以混夷最強，後周人擊敗混夷成為西夷霸主，周武王率西夷諸侯叛商，擊敗紂王，建立周朝。